# Lobocheilos delacouri
Lobocheilos delacouri är en fiskart som först beskrevs av Pellegrin och Fang, 1940.  Lobocheilos delacouri ingår i släktet Lobocheilos och familjen karpfiskar. Inga underarter finns listade i Catalogue of Life.